# Instituto Água e Terra
O Instituto Água e Terra é uma entidade autárquica, cuja área de atuação é o estado do Paraná, sendo atualmente vinculada à Secretaria do Desenvolvimento Sustentável e do Turismo, deste estado.

## História
A preocupação governamental referente às políticas ambientais surgiram no Paraná principalmente a partir da década de 1970, quando o estado passou a observar o esgotamento dos recursos florestais como consequência do desmatamento descontrolado, além de erosão e degradação dos solos e poluição das águas. A vegetação da Mata Atlântica, por exemplo, foi reduzida, entre 1890 e 1990, de 83,41% para 5,2%.
O Paraná aprovou o primeiro Código Florestal em 1907, que visava à racionalização na exploração das florestas. Em 1946 foi criado o Serviço Florestal e em 1967 a Polícia Florestal do Paraná. Ambas instituições tinham atribuições, embora limitadas, referentes a fiscalização e preservação de florestas.
Em 1972 o governo do estado do Paraná criou o Instituto de Terras e Cartografia (ITC). Já em 1973 foi criado a Administração de Recursos Hídricos. E em 1978 foi criada a Superintendência dos Recursos Hídricos e Meio Ambiente. Em 1985, na gestão do governador José Richa, foi criado o Instituto de Terras, Cartografia e Florestas (ITCF). Ambos os órgãos priorizavam políticas ambientais, bem como o controle da poluição e conservação das florestas.
Em 1989 a Constituição do Estado do Paraná, conforme Art. 207, § 1º., relatou sobre à obrigação do Estado em gerenciar unidades de conservação. Sendo assim, na gestão de Roberto Requião, em 1992 foi instituído o Instituto Ambiental do Paraná (IAP) através da Lei Estadual no 10.066, de 27 de julho, com a criação da Secretaria de Estado de Meio Ambiente. Houve a fusão da Superintendência dos Recursos Hídricos e Meio Ambiente - SUREHMA e do Instituto de Terras Cartografia e Florestas – ITCF.
Em 2020, na gestão de Ratinho Júnior, o IAP incorporou o Instituto de Terras, Cartografia e Geologia (ITCG) e o Instituto das Águas do Paraná (AGUASPARANÁ). A iniciativa do governo do estado, que deu origem ao Instituto Água e Terra (IAT), foi reestruturar os órgãos ambientais por meio de uma reforma administrativa. Todo o antigo IAP e seus 21 escritórios regionais no Paraná incorporaram as estruturas dos demais órgãos, passando a contar com cinco diretorias: Licenciamento e Outorga; Gestão do Patrimônio Natural; Saneamento Ambiental e Recursos Hídricos; Gestão Territorial; Administrativa e Financeira.

## Atividades
O instituto, que possui autonomia administrativa, de gestão financeira e patrimonial, tem como objetivo proteger, preservar, conservar, controlar, fiscalizar e recuperar o patrimônio ambiental, buscando melhorar a qualidade de vida, promovendo o desenvolvimento sustentável com a sociedade. Por meio do instituto, o Paraná foi o primeiro estado do Brasil a produzir mudas de espécies florestais nativas e distribuir para a população. O IAT possui 19 viveiros com capacidade para produzir 10 milhões de mudas nativas por ano de 80 espécies diferentes.
Em 2010 o Programa para Espécies Exóticas Invasoras, do instituto, recebeu o Prêmio Expressão de Ecologia, certificado pelo Ministério do Meio Ambiente, sendo a maior premiação ambiental do Sul do país. O Paraná foi o primeiro estado brasileiro a regulamentar a retirada de espécies exóticas em unidades de conservação. Em 2013 o Programa de Pesquisas em Unidades de Conservação do instituto recebeu novamente o Prêmio Expressão de Ecologia. Através deste programa, a instituição publicou a coletânea de pesquisas científicas feita nos parques estaduais do Cerrado, Guartelá e Vila Velha. Em 2014 novamente o Programa para Espécies Exóticas Invasoras, com o trabalho Recuperação ecológica de Unidades de Conservação pelo controle de espécies exóticas invasoras, foi premiado com o Prêmio Expressão de Ecologia.
 O Programa Parque Escola desenvolvido em unidades de conservação estaduais, também foi premiado em 2014 com o Prêmio Expressão de Ecologia. Em 2021 o instituto foi premiado na categoria Recuperação de Áreas Degradadas do Prêmio Expressão de Ecologia, com o Projeto Neutraliza Paraná, onde 950 mil mudas de espécies nativas foram plantadas em 500 hectares para compensar a emissão de gás carbônico.